# 小さなかわいいポケットブック

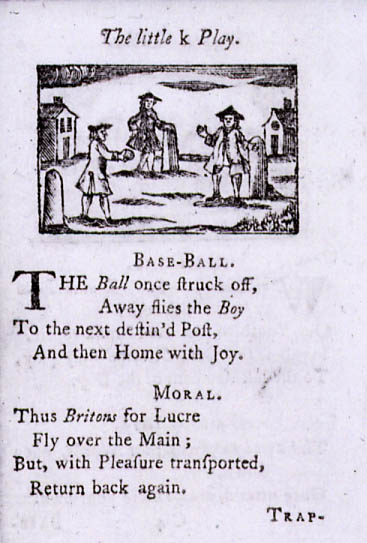
『小さなかわいいポケットブック』(1744)の木版画。baseball（野球）という単語の初出である

『小さなかわいいポケットブック、巨人殺しのジャックからの2通の手紙つきで小さなトミー君とかわいいポリーちゃんを楽しませるための本』（英語: A Little Pretty Pocket-Book, intended for the Amusement of Little Master Tommy and Pretty Miss Polly with Two Letters from Jack the Giant Killer）は、イギリスの出版家ジョン・ニューベリーが1744年に出版した児童書である。最初の児童書であると一般に考えられており、アルファベットの各文字を用いた単純な韻文詩から構成されている。
当時の子どもたちに売り込むために、この本には子どもの性別に合わせてボールまたは針山がおまけに付いていた。本は大人気となり、ニューベリーは非常に高名となった。世界最古の児童文学賞であるニューベリー賞は彼の名前に由来している。1762年には植民地時代のアメリカでも出版された。
またこの本にはストールボールの木版画と"Base-ball"と題された詩が含まれており、これは「野球」という語が印刷された知られている限り最初のものである。野球の起源である、「ラウンダーズという遊びがイギリスではチューダー朝時代から行われており、1744年には『小さなかわいいポケットブック』という本でベースボールと呼ばれて登場しているのが最も早い言及である。これは打撃と守備のチームゲームであり、革で包んだ小さな硬いボールを丸い木製か金属製のバットで打ち、それから走って4つのベースを回ると点数になる」。